# Pholiota adiposa
A Pholiota adiposa é uma espécie de fungo da família Strophariaceae. É um cogumelo viscoso, escamoso e marrom-amarelado. É comestível e pode ser encontrado na América do Norte, Europa e Ásia. Cresce de forma parasitária ou saprotrófica, mais frequentemente em espécies de faia, frutificando em cachos entre agosto e novembro. Vários compostos produzidos por esse cogumelo, por exemplo, o galato de metila, são de interesse por suas propriedades medicinais.

## Taxonomia
Foi originalmente descrita pelo naturalista alemão August Batsch em 1786 como uma espécie de Agaricus. Paul Kummer a transferiu para o gênero Pholiota em 1871. O epíteto específico adiposa vem da aparência viscosa e oleosa do píleo.

## Descrição
O píleo é amarelo a marrom-ocre com escamas escuras dispostas concentricamente. O fungo é fasciculado, o que significa que ele cresce em cachos. As lamelas são aglomeradas e de cor amarela a marrom. O estipe é cilíndrico, alargando-se ligeiramente na base. Normalmente, tem de 5 a 20 por 0,8 a 2,5 cm, possui escamas e, as vezes, é curvo. Todos os tecidos desse fungo têm fíbulas. É um cogumelo comestível e consumido regularmente em muitas partes da Ásia.
A esporada é marrom. Os esporos são ovoides a elipsoides, lisos, de cor marrom e com cerca de 7,5 a 9,5 por 5 a 6,3 μm de tamanho. Esses esporos são transportados em basídios cilíndricos ou clavados com 4 esterigmas, mas ocasionalmente apenas 2 a 3 estão presentes. A P. adiposa tem crisocistídios de 25 a 56 por 7,5 a 11 μm (cistídios cuja composição contém um corpo amarelo refrativo distinto, que se torna mais profundamente amarelo quando exposto à amônia ou a outros compostos alcalinos) e queilocistídios de 20 a 50 por 5 a 17 μm. Os queilocistídios da P. adiposa podem ser fusiformes, cilíndricos, clavados, lageniformes ou ovoides.
A P. adiposa e duas espécies intimamente relacionadas, P. aurivella e P. limonella, as vezes são chamadas de complexo P. adiposa. Essas espécies são morfologicamente muito semelhantes, mas as identificações podem ser feitas com base no tamanho dos esporos ou no substrato em que o fungo está crescendo.

## Habitat e distribuição

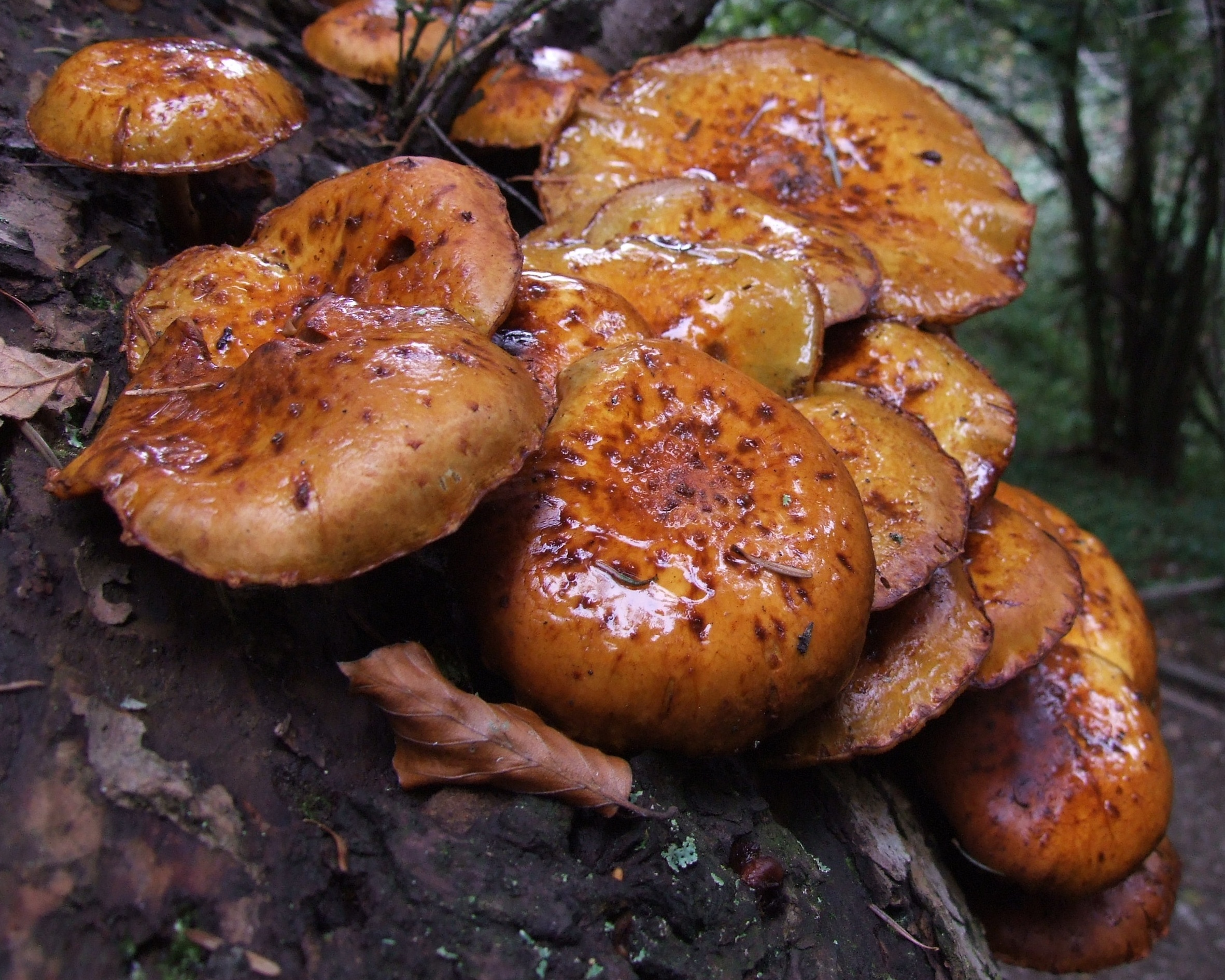
Foto mostrando a aparência viscosa do píleo

O cogumelo P. adiposa foi documentado na América do Norte, Europa e Ásia. Pode crescer parasitariamente em troncos vivos de árvores ou como saprófito em madeira morta. Os substratos podem ser várias espécies de faia, álamo e salgueiro. A frutificação ocorre entre agosto e novembro, mais comumente entre setembro e outubro. O cogumelo cresce acima do solo, ao contrário dos fungos que preferem madeira enterrada. Pode crescer em faixas de temperatura entre 10 e 30°C, com uma temperatura ideal de 25°C. O crescimento micelial é severamente suprimido abaixo de 5°C ou acima de 35°C. Em meios de cultura, a P. adiposa pode crescer em um pH de 5 a 9, crescendo melhor em um pH de 6.

## Compostos bioativos
A P. adiposa produz muitos compostos bioativos que são de interesse por suas possíveis propriedades medicinais. Entre eles estão o galato de metila, o peptídeo inibidor da enzima conversora de angiotensina 1 (ECA), e vários polissacarídeos com propriedades antitumorais e antioxidantes. Os benefícios à saúde desse fungo geraram interesse em melhorar os rendimentos da P. adiposa cultivada comercialmente.

### Galato de metila

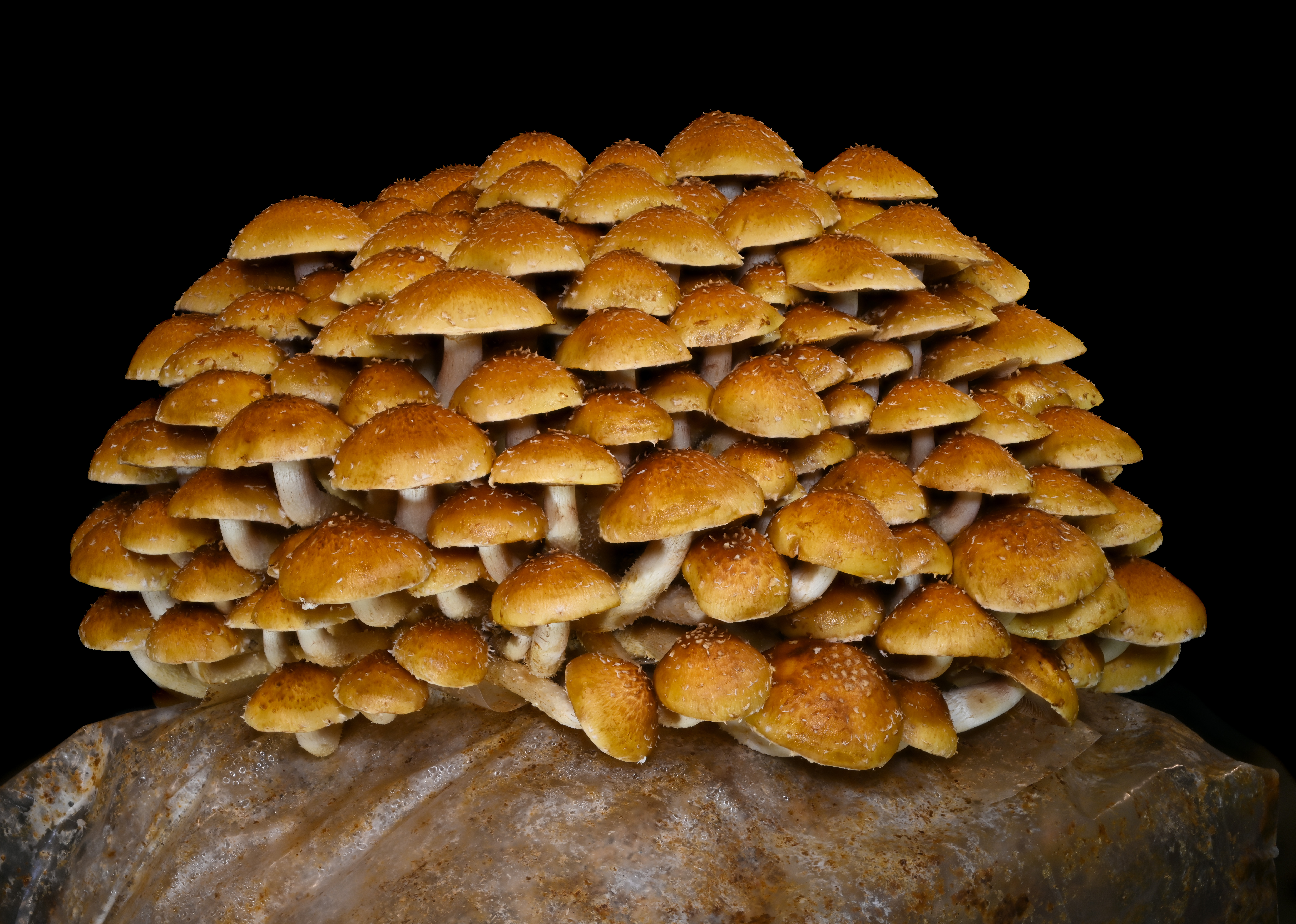
Pholiota adiposa cultivada

O P. adiposa é o primeiro fungo do qual o galato de metila foi extraído. O galato de metila foi estudado por suas propriedades antioxidantes e relacionadas ao tratamento do HIV-1. Antioxidantes isolados de fontes naturais são desejados devido à sua citotoxicidade geralmente baixa. Foi demonstrado que o galato de metila elimina preferencialmente os íons superóxido (O2-), que foram hipotetizados como envolvidos na ativação do HIV-LTR.

### Polissacarídeos
Vários polissacarídeos isolados da P. adiposa demonstraram ter efeitos antitumorais em camundongos. Um deles, denominado SPAP2-1, interferiu no ciclo celular e induziu a apoptose em células HeLa. Outro, denominado PAP-1a, foi combinado com nanopartículas de ouro, aumentando a contagem de macrófagos em camundongos. Outros polissacarídeos foram isolados e exibiram efeitos antioxidantes. Uma visão geral da literatura sobre os polissacarídeos da P. adiposa sugeriu que suas habilidades antitumorais estão intimamente ligadas às suas habilidades antioxidantes.